# Sławomir Mrożek
Pour les articles homonymes, voir Mrozek.
Sławomir Mrożek (né le 29 juin 1930 à Borzęcin, près de Cracovie en Petite-Pologne, et mort le 15 août 2013 à Nice en France) est un dessinateur satirique, écrivain et dramaturge polonais. Son œuvre dramatique est souvent associée au « théâtre de l'absurde ».

## Biographie
Fils d'un employé des postes, Sławomir Mrożek interrompt volontairement des études supérieures et débute en 1950 comme dessinateur satirique et journaliste. Il travaille notamment pour Przekrój (en). En 1953, il signe avec d'autres écrivains polonais la « Lettre des 54 » qui demande une peine exemplaire pour les prêtres catholiques accusés d'espionnage au profit des États-Unis par les dirigeants communistes. Grâce à ses dessins et nouvelles humoristiques, il devient très populaire en Pologne. En 1958, il écrit sa première pièce de théâtre, La Police. Il y joue déjà avec l'absurde imaginant dans cette œuvre un régime autoritaire dont des policiers, amenés à libérer leur dernier prisonnier politique, en viennent, désespérés de cette situation, à prendre sa place. Grâce à ses dessins, à ses nouvelles humoristiques et à ses pièces, il devient très populaire en Pologne. En 1962, il reçoit le prix littéraire Kościelski. En 1964, il écrit Tango, une pièce de théâtre dont la renommée devient internationale.
Entre 1963 et 1996, il vit successivement en Italie, à Paris, aux États-Unis, en Allemagne et au Mexique. En 1968, il publie dans Le Monde une lettre ouverte protestant contre l'intervention des armées du Pacte de Varsovie en Tchécoslovaquie. Il demande l'asile politique en France et, dix ans plus tard, obtient la citoyenneté française.
Depuis 1994, il publie des dessins satiriques et des chroniques dans Gazeta Wyborcza. En 1996, il rentre dans son pays natal et s'installe à Cracovie. Il reçoit en 1987 le prix Franz-Kafka de la ville de Klosterneuburg, et en 2000 le titre de docteur honoris causa de l'université Jagellonne de Cracovie. Il est un des auteurs les plus lus en Pologne.
Il reçoit la Légion d'honneur en 2003 pour son apport à la culture française. Il vit à Nice, dans le sud de la France, de 2008 à sa mort le 15 août 2013 .

### Vie personnelle
Il s'est marié à deux reprises. Sa première épouse (à partir de 1959) était l'artiste-peintre Maria Obremba (pl), morte en 1969. Il s'est remarié en 1987 avec une Mexicaine, Susana Osorio Rosas.
Il a eu une fille, Felicia, née à Paris en 1978, qui vit aujourd’hui en France.

## Publications en français (liste partielle)
- Les Porte-plume, Albin Michel, 1965 (traduction d'Anna Posner)
- Tango, Albin Michel, 1989 sorti initialement en Pologne en 1965.
- Les Émigrés, Albin Michel, 1975.
- Le Pic du Bossu, Albin Michel, 1979.
- L’Éléphant, Albin Michel, 1992 (nouvelle traduction) recueil de nouvelles publié initialement en Pologne en 1958
- L’Amour en Crimée, comédie écrite en français au Mexique, Noir sur Blanc, 1994.
- Balthazar : autobiographie  (trad. Marula Laurent), Les éditions Noir sur Blanc, 2007 (ISBN 978-2-88250-196-7)
- Œuvres complètes en français (11 volumes disponibles en septembre 2013), Noir sur Blanc.
- Mon cahier de français. Dessins, Noir sur Blanc, 2012

Bibliographie théâtrale plus complète ici

### Adaptation théâtrale
- Les Émigrés, mise en scène de Chafik Shimi, avec la troupe du Théâtre municipal de Tunis, Théâtre de Gennevilliers.
- Lougeh Wa Laqfa, adaptée des Émigrés par Chafik Shimi, jouée en arabe dialectal par Mohammed Khayi et Chafik Shimi et diffusée en mai 2003 sur 2M.
- Qarardad... ba marg (Contrat... avec la mort), traduction du français en persan de Le Contrat par Dariush Mohadabian, mis en scène et joué en persan à la Maison des artistes de Téhéran par Dariush Mohadabian en mai 2013.
- Sin nni (Les deux), adaptée des Émigrés par Mohya, mise en scène par Mohamed Fellag et jouée en langue kabyle en 1991 à Béjaia.